# 災害派遣精神医療チーム
災害派遣精神医療チーム（Disaster Psychiatric Assistance Team ; DPAT ディーパット）とは、大規模災害などで被災した精神科病院の患者への対応や、被災者の心的外傷後ストレス障害（Post-traumatic Stress Disorder ; PTSD）を初めとする精神疾患発症の予防などを支援する専門チームである。自然災害の他に航空機・列車事故、犯罪事件なども想定している。
東日本大震災に際して、自治体や医療機関から精神科医を中心とする「こころのケアチーム」が派遣され、被災地住民のメンタルヘルスのための「こころのケア」活動を行った。しかし、事前に組織化された活動ではなかったため、現場での活動に課題を残した。そこで厚生労働省は、災害派遣医療チーム（Disaster Medical Assistance Team ; DMAT ディーマット）の名称や活動要領も参考に、全国的に統一したDPATの名称や定義を定めた。

## 特色
DPATは、精神科医療を専門的に行う医療チームであり、他の災害時に派遣される医療チームとは異なる。精神疾患だけを対象とするのではなく、一般住民の「こころのケア」に対する支援も担うことが他の医療チームと異なる。

### 他の災害派遣医療チームとの違い

#### 「災害派遣医療チーム（DMAT)」との違い
DMATは大規模災害時の救命医療を専門的に行う医療チームであり、発災と同時に派遣され、おおむね48時間以内（移動時間を除く）の活動を行う。ただし、大規模、長期化する場合には、二次チーム、三次チームの派遣もあり得る。一方、DPATは先遣隊が72時間以内に派遣されるが、その後のDPATの活動期間については明確な定めがない。

#### 「こころのケアチーム」との違い
DPATには発災後72時間以内の先遣隊派遣を位置づけたこと、効率的な活動のために、災害精神保健医療情報支援システム（Disaster Mental Health Information Support System ; DMHISS ディーミス）の体制を整備したことが「こころのケアチーム」とは異なる。

#### クライシス・レスポンス・チーム(CRT)との違い
「コミュニティーの危機に際し、支援者への支援を中心に、 期間限定で精神保健サービスを提供する多職種の専門職チーム」と定義されているが、日本においては、学校CRTとして活動指針が示された。「児童・生徒の多くにトラウマ（心的外傷）を生じかねないような事故・事件等が発生した場合に学校に駆けつける『こころのレスキュー隊』」として説明されている。しかし、当初の予定とは異なり、全国的に普及しているとは言えない（大分県、和歌山県、静岡県、長崎県、山口県のみ）。

#### DPATの略称について
もともとDPATの略称は、災害派遣公衆衛生チーム(Disaster Public health Assistance Team ; DPAT)として使われていた。
災害派遣公衆衛生チームは、大規模災害の発生により、他の被災自治体の公衆衛生活動体制が不十分となった場合に、公衆衛生活動を支援することを目的として派遣するチームとして定義されてきた。しかし、東日本大震災において、精神科医を中心として派遣された「こころのケアチーム」活動の実績が認められたため、国（厚生労働省）として災害派遣精神医療チームにDPATの名称・略称を割り当てた。

## チーム構成・活動期間・活動原則

### チーム構成
精神科医、看護師、業務調整員を基本とするが、必要に応じて児童精神科医、薬剤師、保健師、精神保健福祉士、臨床心理技術者などを加えることができる。

### 活動期間
1チームの活動期間は、1週間（移動日2日・活動日5日）を標準とし、必要があれば一つの都道府県等が数週間〜数か月継続して派遣する。

### 活動原則（3つのS）
DPAT活動マニュアルには次の三原則が掲載されており、DPAT研修においてもはじめに周知される原則である。
- Support:名脇役であれ
  - 被災地域の支援者が主体であり、その応援を行うのであり、主役はあくまでも被災地の支援者である
- Share:積極的な情報共有
  - DPAT活動本部、他の医療チームとの情報共有と連携を行う
- Self-sufficiency:自己完結型の活動
  - 被災地域に負担をかけない自立した活動と自己管理を行う

## 活動の流れ

### 平時
都道府県の地域防災計画に中にDPATの運用を盛り込むことが求められている。
また、厚生労働省が委託した災害時こころの情報支援センターの研修に職員を派遣し、各都道府県内でも事前にDPATを整備しておく。
1. 災害を想定：被害状況をシミュレーションして、必要な対策を策定する
2. 人材育成：厚生労働省が委託した災害時こころの情報支援センターの研修に職員を派遣する
3. 統括者の指定：都道府県におけるDPAT統括者（精神科医師）を指定する
4. 先遣隊：基幹医療機関を先遣隊として定め、登録する
5. 資材・機材の確保：自立した活動を行うための資材・機材の準備や、後方支援（いわゆるロジスティックス）の体制整備

### 発災後
厚生労働省に派遣あっせんの要請を行う（災害対策基本法第30条）か、他の都道府県等にDPAT派遣を要請する（災害対策基本法第74条）ことができる。

#### 先遣隊（72時間以内派遣）
被災地域が混乱状況であるため、まず情報を把握し、精神保健医療に関するニーズのアセスメントを行う。その後のDPAT派遣の成否を決める重要な役割を果たす。被災都道府県調整本部が指定した場所に先着したDPAT先遣隊が活動拠点本部を立ち上げ、当面の責任者の役割を担う。

#### 本隊
DPATは被災都道府県の災害対策本部、DPAT都道府県調整本部、DPAT活動拠点本部の指示・調整の元に活動を行う。
初期においては、精神科医療機関が機能停止した場合に、入院患者の搬送を行う。ついで、医療中断により症状悪化する外来患者の支援にあたる。その後、一般住民の中で災害ストレスに伴う新たな精神的問題が発生する可能性が高まるのでその対応を行う。また、現地で救援や支援活動に当たる支援者もまた「こころのケア」が必要となる場合があるのでこれに対応する。
- 情報収集とアセスメント
  - 被災の影響が危惧される精神科医療機関、避難所、地域行政機関に直接出向き状況把握に努める
  - 収集した情報に基づき、精神保健医療に関するニーズのアセスメントを行う

- 情報発信
  - 収集情報やアセスメントに基づきDPAT活動拠点本部（未設置の場合はDPAT都道府県調整本部）に報告する

- 精神科医療機関機能の補完
  - 地域精神科医療機関機能の補完、すなわち外来・入院診療補助、入院患者の搬送支援、物資等の供給マネジメントを補助する
  - 自宅・避難所などにいる精神疾患を持つ被災者の急性反応・症状悪化・再発に対応する（アウトリーチ）
- 災害ストレスによる新たな精神的問題への対応
  - 心理教育的アプローチによるストレス反応への予防活動（普及啓発）
  - 中長期に発生すると思われる精神的不調や精神疾患の予防活動

- 支援者の支援
  - 被災地域の支援者（地域の医療関係者・保健職員、救助隊員、行政職員等）に対する助言などを行う
  - 支援者自身も一般被災者と同様の災害ストレスを抱えるため、相談等を行う

## 研修
国（厚生労働省）が国立精神・神経医療研究センターに「災害時こころのケア情報センター事業」を委託し、研修を実施している。精神保健福祉センター長や、都道府県の精神保健担当者が参加している。

## 災害精神保健医療情報支援システム(DMHISS)
災害精神保健医療情報支援システム（Disaster Mental Health Information Support System ; DMHISS ディーミス）はDPATの派遣要請、被災地の情報提供、活動記録と次のチームへの引継ぎなどを担うインターネットを介して行われるシステムである。インターネットへの接続は、地上での他の接続手段が使用できない場合には衛星携帯電話システムを介して接続される。災害時こころのケア情報センターがその運営を任されている。

## 出動実績
- 2014年8月 広島土砂災害
- 2014年9月 御嶽山噴火
- 2016年4月 熊本地震。4月17日時点で13隊が活動[2]、被災都道府県以外からの受け入れは初[3]。
- 2024年1月 能登半島地震

### 活動要領・マニュアル
- 2013年（平成25年）2月28日「秋葉副大臣会見『DPAT（災害派遣精神医療チーム）の構想について』

- 2013年（平成25年）4月1日障精発0401第1号通知「災害派遣精神医療チーム（DPAT）活動要領」（新しい要領ができたため廃止された）

- 2014年（平成26年）1月7日障精発0107第1号通知「災害派遣精神医療チーム（DPAT）活動要領」

- 平成26年（2014年）1月「DPAT活動マニュアルVer.1.0」災害時こころのケア情報センター上記「災害派遣精神医療チーム（DPAT）活動要領」に基づくマニュアル第１版